# Jesper Juelsgård
Jesper Lindorff Juelsgård (Spjald, 26 januari 1989) is een Deens voetballer die doorgaans speelt als linksback. In juli 2025 verruilde hij FC Fredericia voor Horsens fS, waar hij speler-trainer werd. Juelsgård maakte in 2012 zijn debuut in het Deens voetbalelftal.

## Clubcarrière
Juelsgård doorliep de jeugdopleiding van FC Midtjylland en stroomde in 2007 door naar het eerste elftal. Daarin maakte hij op 2 november 2008 zijn debuut, toen er met 2-1 werd verloren op bezoek bij Aarhus GF. In 2009 werd de linksback nog een tijdje verhuurd aan Skive, maar na zijn terugkeer in Midtjylland had hij een vaste basisplaats weten te bemachtigen. In de zomer van 2014 werd Juelsgård overgenomen door Évian TG. Na een jaar verliet de Deen de Franse club alweer en hij keerde terug naar zijn geboorteland, waar hij ging spelen voor Brøndby IF. Opnieuw bleef hij een jaar bij zijn club, waarna hij verkaste naar competitiegenoot Aarhus GF. Juelsgård kreeg in juni 2019 een contractverlenging tot medio 2022. Valur Reykjavík nam hem in februari 2022 over, voor het restant van het kalenderjaar. Hierop keerde Juelsgård terug naar Denemarken, waar FC Fredericia hem onder contract nam. In de zomer van 2025 werd hij speler-trainer van Horsens fS.

## Interlandcarrière
Juelsgård debuteerde op 15 augustus 2012 in het Deens voetbalelftal. Op die dag werd er in een oefenduel met 1–3 verloren van Slowakije. Juelsgård begon in de basis en toenmalig bondscoach Morten Olsen liet hem de volle negentig minuten meespelen.
| Interlands van Jesper Juelsgård voor Denemarken | Interlands van Jesper Juelsgård voor Denemarken | Interlands van Jesper Juelsgård voor Denemarken | Interlands van Jesper Juelsgård voor Denemarken | Interlands van Jesper Juelsgård voor Denemarken | Interlands van Jesper Juelsgård voor Denemarken |
| №                                               | Datum                                           | Wedstrijd                                       | Uitslag                                         | Competitie                                      | Goals                                           |
| Als speler bij FC Midtjylland                   | Als speler bij FC Midtjylland                   | Als speler bij FC Midtjylland                   | Als speler bij FC Midtjylland                   | Als speler bij FC Midtjylland                   | Als speler bij FC Midtjylland                   |
| ----------------------------------------------- | ----------------------------------------------- | ----------------------------------------------- | ----------------------------------------------- | ----------------------------------------------- | ----------------------------------------------- |
| 1                                               | 15 augustus 2012                                | Denemarken – Slowakije                          | 1 – 3                                           | Vriendschappelijk                               |                                                 |
| 2                                               | 5 maart 2014                                    | Engeland – Denemarken                           | 1 – 0                                           | Vriendschappelijk                               |                                                 |

Bijgewerkt op 2 juli 2025.